# Elia De Pol
Elia de Pol (Pieve di Cadore, 18 aprile 1991) è un giocatore di curling italiano di Cortina d'Ampezzo, atleta del Curling Club Dolomiti.

## Carriera agonistica

### Nazionale
Il suo esordio con la nazionale italiana junior di curling sono stati i challeng europei junior (european junior challenge) del 2009, disputati a Copenaghen, in Danimarca: in quell'occasione l'Italia si piazzò all'ottavo posto. I challege europei sono qualificazioni per i campionati mondiali junior di curling. In totale Elia vanta 5 presenze in azzurro.
CAMPIONATI
Nazionale junior:
- Challeng europei junior
  - 2009 Copenaghen ( Danimarca) 8°

### Campionati italiani
Elia ha preso parte ai campionati italiani di curling inizialmente con il Curling Club 66 Cortina poi con il Curling Club Dolomiti ed è stato una volta campione d'Italia:
- Campionato italiano junior
  - 2011  con Matteo Bernardi, Timothy Hepp, Alberto Alverà e Guido Fassina (CC Dolomiti)
  - 2010  con Matteo Bernardi, Marco Colle e Guido Fassina (CC 66 Cortina)